# جيمس كيلي (صحفي)
جيمس كيلي (بالإنجليزية: James Keeley)‏ هو ناشر وصحفي أمريكي، ولد في 14 أكتوبر 1867، وتوفي في 7 يونيو 1934.